# Persone di nome Morten
| Questa pagina contiene informazioni ricavate automaticamente dalle voci biografiche con l'ausilio del template Bio e di un bot. L'aggiornamento è periodico e automatico e ricostruisce completamente la pagina. Se manca una persona in questa lista, sei pregato di non aggiungerla, ma accertati piuttosto che la sua voce biografica contenga il template Bio e che i dati anagrafici siano correttamente compilati. Se il template Bio manca, inseriscilo tu stesso o, in alternativa, metti l'avviso {{tmp\|Bio}} che ne segnala la mancanza. Se i dati riportati sono sbagliati, correggi direttamente la voce biografica; le modifiche saranno visibili in questa lista entro pochi giorni. Per chiarimenti vedi il progetto antroponimi. La lista contiene solo le 63 persone che sono citate nell'enciclopedia e per le quali è stato implementato correttamente il template Bio. Pagina aggiornata al 16 ott 2024. |

Questa è una lista di persone presenti nell'enciclopedia che hanno il prenome Morten, suddivise per attività principale.

## Allenatori di calcio(6)
- Morten Jensen, allenatore di calcio e ex calciatore norvegese (Tananger, n. 1980)
- Morten Knutsen, allenatore di calcio e calciatore norvegese (Arendal, n. 1977)
- Morten Olsen, allenatore di calcio e ex calciatore danese (Vordingborg, n. 1949)
- Morten Pedersen, allenatore di calcio e ex calciatore norvegese (Tromsø, n. 1972)
- Morten Røssland, allenatore di calcio e dirigente sportivo norvegese (n. 1972)
- Morten Wieghorst, allenatore di calcio e ex calciatore danese (Glostrup, n. 1971)

## Arbitri di calcio(1)
- Morten Krogh, arbitro di calcio danese (n. 1988)

## Calciatori(31)
- Morten Bakke, ex calciatore norvegese (Sør-Aurdal, n. 1968)
- Morten Beck Guldsmed, ex calciatore danese (n. 1988)
- Morten Berre, ex calciatore norvegese (Oslo, n. 1975)
- Morten Bertolt, ex calciatore danese (Copenaghen, n. 1984)
- Morten Bisgaard, ex calciatore danese (Randers, n. 1974)
- Morten Bruun, ex calciatore e allenatore di calcio danese (Aabenraa, n. 1965)
- Morten Christiansen, ex calciatore danese (Aarhus, n. 1978)
- Morten Fevang, ex calciatore norvegese (Sandefjord, n. 1975)
- Morten Frendrup, calciatore danese (Holbæk, n. 2001)
- Morten Gamst Pedersen, calciatore norvegese (Vadsø, n. 1981)
- Morten Giæver, ex calciatore norvegese (Alta, n. 1982)
- Morten Hæstad, ex calciatore norvegese (Kristiansand, n. 1987)
- Morten Hjulmand, calciatore danese (Kastrup, n. 1999)
- Morten Jensen, ex calciatore tedesco (Husum, n. 1987)
- Morten Kalvenes, ex calciatore e allenatore di calcio norvegese (n. 1971)
- Morten Knudsen, calciatore danese (n. 1995)
- Morten Konradsen, calciatore norvegese (Bodø, n. 1996)
- Morten Kræmer, ex calciatore norvegese (Tromsø, n. 1967)
- Morten Kristiansen, ex calciatore norvegese (n. 1963)
- Morten Larsen, ex calciatore danese (Hjørring, n. 1979)
- Morten Moldskred, ex calciatore norvegese (Ulsteinvik, n. 1980)
- Morten Nordstrand, ex calciatore danese (Hundested, n. 1983)
- Morten Ørum Pettersen, ex calciatore norvegese (n. 1970)
- Morten Pettersen, calciatore norvegese (Fredrikstad, n. 1909 - † 1982)
- Morten Rasmussen, ex calciatore danese (Copenaghen, n. 1985)
- Morten Skjønsberg, ex calciatore norvegese (Bærum, n. 1983)
- Morten Skoubo, ex calciatore danese (Holstebro, n. 1980)
- Morten Sundli, ex calciatore norvegese (Lillehammer, n. 1990)
- Morten Svalstad, ex calciatore norvegese (n. 1969)
- Morten Thorsby, calciatore norvegese (Oslo, n. 1996)
- Morten Vinje, ex calciatore norvegese (Nanset, n. 1956)

## Canottieri(1)
- Morten Jørgensen, canottiere danese (Næstved, n. 1985)

## Cantanti(2)
- Morten Abel, cantante e musicista norvegese (Bodø, n. 1962)
- Morten Fillipsen, cantante danese (Hunderup, n. 1986)

## Cantautori(1)
- Morten Veland, cantautore, polistrumentista e compositore norvegese (Stavanger, n. 1977)

## Chimici(1)
- Morten Meldal, chimico danese (Copenaghen, n. 1954)

## Chitarristi(1)
- Morten Bergeton Iversen, chitarrista norvegese (Oslo, n. 1974)

## Ciclisti su strada(1)
- Morten Hulgaard, ex ciclista su strada danese (n. 1998)

## Compositori(1)
- Morten Lauridsen, compositore e direttore di coro statunitense (Colfax, n. 1943)

## Fondisti(2)
- Morten Brørs, ex fondista norvegese (n. 1973)
- Morten Eilifsen, ex fondista norvegese (n. 1984)

## Giocatori di calcio a 5(2)
- Morten Ravlo, giocatore di calcio a 5 e ex calciatore norvegese (Levanger, n. 1982)
- Morten Wermåker, giocatore di calcio a 5 e ex calciatore norvegese (Oslo, n. 1990)

## Giocatori di curling(1)
- Morten Søgaard, ex giocatore di curling norvegese (Brumunddal, n. 1956)

## Giocatori di football americano(1)
- Morten Andersen, ex giocatore di football americano danese (Struer, n. 1960)

## Hockeisti su ghiaccio(3)
- Morten Ask, hockeista su ghiaccio norvegese (Oslo, n. 1980)
- Morten Green, ex hockeista su ghiaccio danese (Hørsholm, n. 1981)
- Morten Madsen, hockeista su ghiaccio danese (Rødovre, n. 1987)

## Lottatori(1)
- Morten Thoresen, lottatore norvegese (n. 1997)

## Musicisti(1)
- Morten Harket, musicista, cantante e compositore norvegese (Kongsberg, n. 1959)

## Pallamanisti(1)
- Morten Olsen, pallamanista danese (Osted, n. 1984)

## Registi(2)
- Morten Arnfred, regista, sceneggiatore e produttore cinematografico danese (Copenaghen, n. 1945)
- Morten Tyldum, regista norvegese (Bergen, n. 1967)

## Scrittori(1)
- Morten Ramsland, scrittore danese (Odense, n. 1971)

## Zoologi(1)
- Morten Thrane Brünnich, zoologo e mineralogista danese (Copenaghen, n. 1737 - † 1827)

## Senza attività specificata(1)
- Morten Lindberg, tecnico del suono e produttore discografico norvegese (Skien, n. 1971)